# Peter Neve (Architekt)
Peter Neve (* 31. Mai 1906 in Kiel; † 25. September 1985 in Hamburg) war ein deutscher Architekt.

## Leben

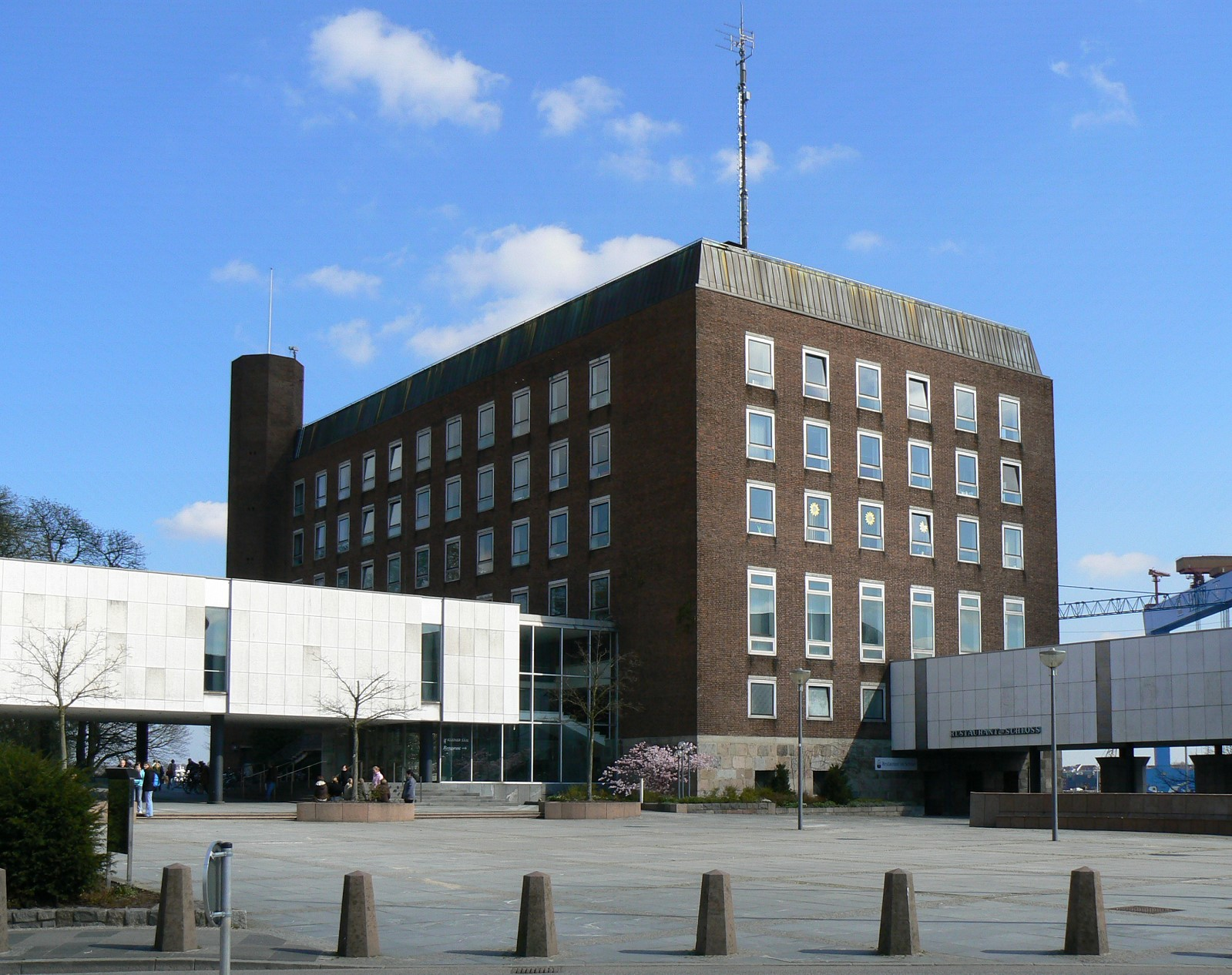
Einer der bekannteren Neve-Bauten: Das Kieler Schloss

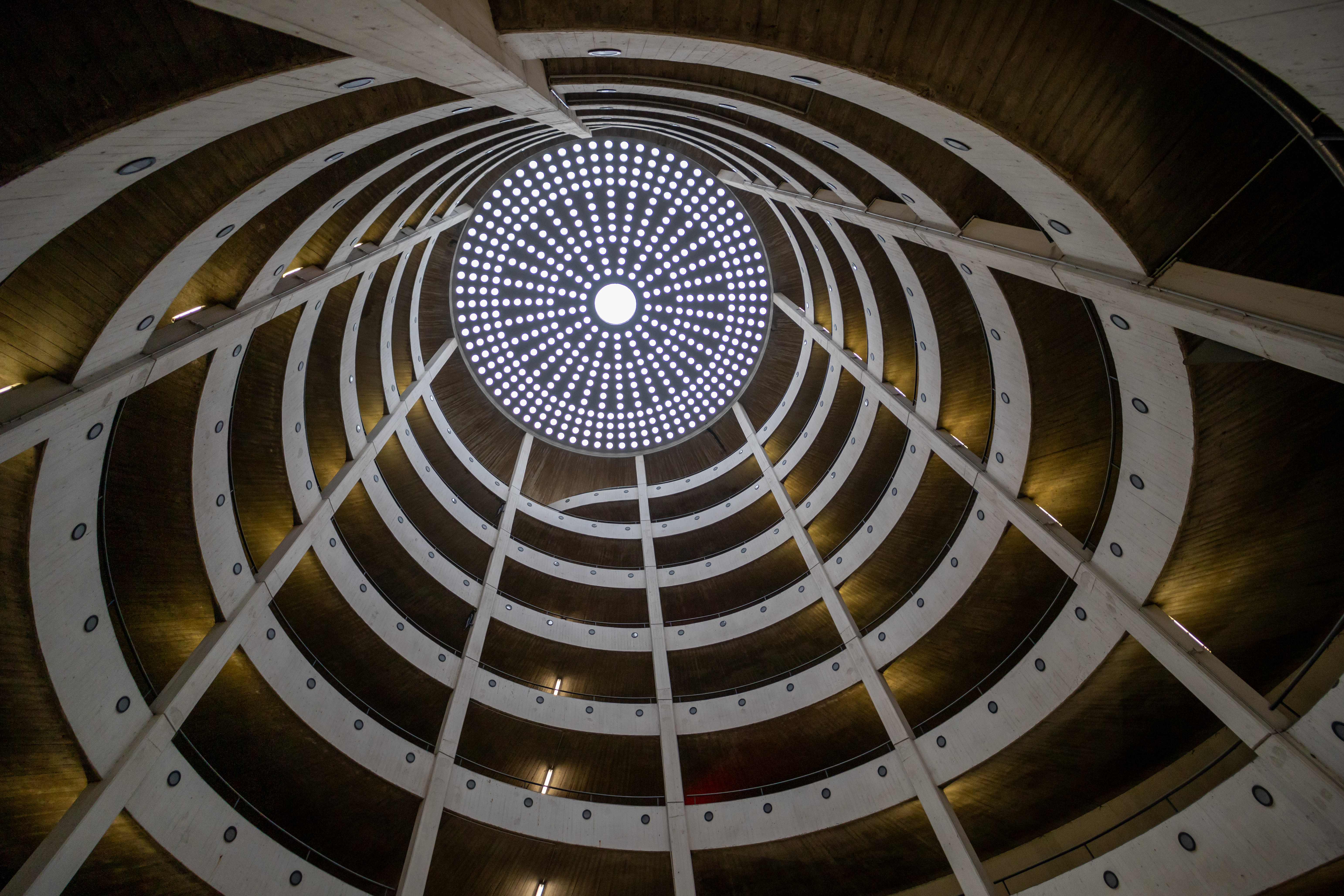
Erschließungsspindel des Parkhauses Rödingsmarkt in Hamburg

Seine Ausbildung erhielt Neve an der Kunstgewerbeschule in Kiel, der Staatlichen Tiefbauschule in Rendsburg sowie der Höheren Schule für Hoch- und Tiefbau in Hamburg. Ab 1927 arbeitete er in den Büros renommierter Architekten wie Karl Schneider, Robert Friedmann und Paul Frank, bevor er 1935 zusammen mit Herbert Sprotte sein eigenes Büro gründete. Sie bauten zunächst vor allem Etagenwohnhäuser, wurden nach Ausbruch des Zweiten Weltkrieges jedoch vom Amt für kriegswichtigen Einsatz unter Leitung von Konstanty Gutschow verpflichtet.
Nach Kriegsende wurden Sprotte & Neve mit der kommissarischen Leitung des Hamburger Aufräumungsamtes beauftragt. Später bauten sie erneut vor allem Etagenwohnhäuser, darunter die damals als wegweisend empfundene Wohnsiedlung am Alten Teichweg in Hamburg-Dulsberg (1952/53). Sie war mit ihren hellgelben Backsteinfassaden von skandinavischen Vorbildern inspiriert und zugleich dem damaligen Ideal der „aufgelockerten Stadt“ verpflichtet. Überregionale Beachtung fand vor allem der Wiederaufbau des Kieler Schlosses (1959–1965) sowie der Neubau der dortigen Lutherkirche (1956–58).
Nach dem Tod von Herbert Sprotte 1962 führte Neve das Büro zunächst einige Jahre allein weiter, ehe er 1970 Wolfgang Nietz und Peter Sigl als neue Partner aufnahm. Unter dem neuen Namen „Neve + Partner“ entwarfen sie in der Folgezeit unter anderem die Einkaufszentren in Jenfeld (1970–73) sowie in der Großen Bergstraße in Altona (1972–76). 1978 schied Neve aus dem Büro aus, das nach dem Eintritt von Alf Prasch zunächst unter dem Namen „nps“ (Nietz, Prasch, Sigl) weiterbestand und heute in veränderter Partnerschaft als „nps tchoban voss“ firmiert.
Neben seiner Architektentätigkeit engagierte sich Neve seit 1945 im Vorstand des Bundes Deutscher Architekten Hamburg; zwischen 1955 und 1975 gehörte er außerdem dem Hamburger Landesplanungsausschuss sowie dem Landesplanungsrat Hamburg/Schleswig-Holstein an.

## Werke (Auswahl)
- 1952/53: Wohnsiedlung am Alten Teichweg in Hamburg-Dulsberg
- 1956–1958: Lutherkirche in Kiel
- 1960: Hanseatische Yachtschule in Glücksburg
- 1959–1965: Kieler Schloss
- 1963: Parkhaus Große Reichenstraße in Hamburg
- 1964/65: Parkhaus Rödingsmarkt in Hamburg
- 1970–1973: Einkaufszentrum Jenfeld in Hamburg
- 1972–1976: Einkaufszentrum Große Bergstraße in Hamburg-Altona